# کاظم برجلو
کاظم برجلو (زاده ۱ آذر ۱۳۵۹) یک بازیکن فوتبال اهل ایران است.
وی سابقه بازی در تیم‌های ساپیا البرز، استیل‌آذین، پیکان و خونه به خونه را دارد.